# Bob Wills
James Robert Wills, detto Bob (Kosse, 6 marzo 1905 – Fort Worth, 13 maggio 1975), è stato un musicista e cantante statunitense.
Pioniere della country music, insieme al suo gruppo, i Texas Playboys, è stato riconosciuto come uno dei musicisti più influenti di tale genere.
James Wills meglio conosciuto come Bob Wills è considerato un'importante autorità in campo musicale, e cofondatore del genere conosciuto come Western swing; è universalmente noto con il soprannome di King of Western Swing.
Nel 1968 fu introdotto nella Country Music Hall of Fame e ottenne gli onori del Senato del Texas per il suo grande contributo alla musica americana. Nel 1999 fu introdotto nella Rock and Roll Hall of Fame.
Nel comporre la hit Maybellene la celebre star del rock and roll, Chuck Berry, si ispirò a un brano di Bob Wills dal titolo Ida Red.

## Biografia

### Primi anni
Nacque in una fattoria vicino a Kosse, Texas, a Limestone County, vicino a Groesbeck. Sua madre si chiamava Emma Lee Foley, e suo padre John Tompkins Wills; quest'ultimo era un musicista molto dotato nel suonare il violino, così come buona parte della famiglia Wills, i quali alternavano l'attività musicale a la raccolta di cotone nei campi per sopravvivere. Wills non imparò la musica tradizionale soltanto dalla propria famiglia, ma anche dai canti dei neri che lavoravano nella piantagione vicino a Lakeview.

### Inizio carriera
Nel 1929, Wills si unì a un medicine show a Fort Worth, dove suonava il violino. Durante una performance, incontrò il chitarrista Herman Arnspiger, e i due formarono un duo chiamato The Wills Fiddle Band. Suonarono per le stazioni radio attorno a Fort Worth. Durante un'esibizione, incontrarono il cantante Milton Brown, il quale si unì alla band. Presto, il fratello chitarrista di Brown si unì al gruppo, così come Clifton Johnson, un suonatore di banjo.
Nel 1931 fondarono i The Light Crust Doughboys, e nel 1932 Brown fu sostituito da Tommy Duncan. Nella tarda estate del 1933, Wills lasciò la band in seguito a problemi interni, e Duncan lo seguì.

### The Texas Playboys
Wills e Duncan formarono così i Texas Playboys, con Wills al violino, Duncan al piano e voce, June Whalin alla chitarra, Johnny Lee Wills al banjo, e Kermit Whalin alla steel guitar e basso. Per tutto l'anno successivo, i Playboys si esibirono in varie stazioni radio, finché non trovarono un ingaggio a Tulsa, all KVOO.
A Tulsa i Texas Playboys resero più raffinato il loro sound, e al gruppo si unirono altri strumentisti, come Leon McAuliffe alla steel guitar, Al Stricklin al piano, Smokey Dacus alla batteria, e una sezione di fiati. Presto la band divenne molto popolare, e nel 1935 incise per la prima volta per l'etichetta American Recording Company. Furono rilasciati una serie di 78 giri di grande successo, tra i quali spiccava Steel Guitar Rag del 1936, con McAuliffe solista alla steel guitar. Seguirono anni di successi per la band, malgrado l'ostracismo dell'ambiente country "ortodosso".

### Ultimi anni e morte
Nel 1962, Wills ebbe il primo attacco di cuore, che lo debilitò temporaneamente. Nel 1964 ebbe un secondo attacco di cuore, e decise di lasciare i Playboys per diventare un solista. Le sue registrazioni come solista furono effettuate a Nashville, e non ottennero successo, a differenza delle sue esibizioni dal vivo.
Passarono gli anni, e nel 1972 ci fu una reunion dei Playboys, che sfociò l'anno dopo nella registrazione di un album. Durante il periodo di registrazione, Wills soffrì di un ennesimo attacco nel cuore della notte, che lo fece cadere in coma. I Texas Playboys finirono di registrare il disco senza di lui.
Wills non riprese mai più conoscenza, e morì nel maggio del 1975, in ospedale. Fu seppellito a Tulsa.

## Riconoscimenti
- Fu introdotto nella Country Music Hall of Fame nel 1968.
- Fu introdotto nella Nashville Songwriters Hall of Fame nel 1970.
- Fu introdotto nella Rock and Roll Hall of Fame tra le Early Influence nel 1999, insieme ai The Texas Playboys.
- Ricevette il Grammy Lifetime Achievement Award nel 2007.
- Fu posizionato nel 2003 al numero 27 nella lista di Country Music Television dei 40 più grandi interpreti maschili di musica country.
- Interpretato da Johnny Gimble, il personaggio di Wills ha un ruolo di spicco nel film Honky-tonk man, diretto da Clint Eastwood (1982).
- Il Bob Wills Birthday Celebration è una manifestazione che si svolge ogni anno in marzo a Tulsa, per festeggiare l'anniversario della sua nascita.
- Nel 2004 fu prodotto un documentario su di lui, dal titolo Fiddlin' Man: The Life And Times Of Bob Wills.
- Nel 2011 fu pubblicato un album tributo per Wills, dal titolo What Makes Bob Holler: A Tribute To Bob Wills And His Texas Playboys.
- Nel 2011 la legislatura del Texas adottò il Western Swing come musica ufficiale dello stato del Texas[14][15].
- Nel 2014 è stato annunciato un film documentario sulla sua vita, dal titolo Still the King. Bob Wills: The Man. The Music[16].

## Discografia

### Album
| Year | Album                                             | Billboard (country) | Label          |
| ---- | ------------------------------------------------- | ------------------- | -------------- |
| 1960 | Together Again (w/ Tommy Duncan)                  |                     | Liberty        |
| 1961 | A Living Legend                                   |                     | Liberty        |
| 1961 | Mr. Words & Mr. Music (w/ Tommy Duncan)           |                     | Liberty        |
| 1963 | Bob Wills Sings And Plays                         |                     | Liberty        |
| 1965 | Bob Wills Keepsake Album No. 1                    |                     | Longhorn       |
| 1966 | From The Heart Of Texas                           | 33                  | Kapp           |
| 1967 | King Of Western Swing                             | 43                  | Kapp           |
| 1968 | Here's That Man Again                             | 24                  | Kapp           |
| 1974 | For The Last Time                                 | 28                  | United Artists |
| 1975 | The Best Of Bob Wills Vol. II                     | 36                  | MCA            |
| 1976 | Remembering...The Greatest Hits Of Bob Wills      | 46                  | Columbia       |
| 1976 | Bob Wills And His Texas Playboys In Concert       | 44                  | Capitol        |
| 1977 | 24 Great Hits By Bob Wills And His Texas Playboys | 39                  | MGM            |

### Singoli
| Year | Single                                | US Country | Label            |
| ---- | ------------------------------------- | ---------- | ---------------- |
| 1935 | Osage Stomp (Rukus Juice Shuffle)     |            | Vocalion 03096   |
| 1935 | Good Old Oklahoma                     |            | Vocalion 3086    |
| 1935 | Spanish Two Step                      |            | Vocalion 03230   |
| 1935 | I'm Sitting On Top Of The World       |            | Vocalation 20473 |
| 1935 | Maiden's Prayer                       |            | Vocalion 3139    |
| 1936 | Wang Wang Blues                       |            | Vocalion 03173   |
| 1936 | Steel Guitar Rag                      |            | Vocalion 03394   |
| 1936 | Right or Wrong                        |            | Vocalion 03451   |
| 1937 | Playboy Stomp                         |            | Vocalion 03763   |
| 1937 | I'm A Ding Dong Daddy From Dumas      |            | Vocalion 03659   |
| 1938 | Maiden's Prayer                       |            | Vocalion 03924   |
| 1938 | Ida Red                               |            | Vocalion 05079   |
| 1938 | San Antonio Rose                      |            | Vocalion 04755   |
| 1938 | Beaumont Rag                          |            | Vocalion 04999   |
| 1940 | Corrine, Corrina                      |            | OKeh 06530       |
| 1940 | New San Antonio Rose                  |            | OKeh 6894        |
| 1940 | Time Changes Everything               |            | OKeh 05753       |
| 1941 | Maiden's Prayer                       |            | OKeh 06205       |
| 1941 | Take Me Back to Tulsa                 |            | OKeh 06101       |
| 1941 | My Life's Been A Pleasure             |            | OKeh 06676       |
| 1941 | Cherokee Maiden                       |            | OKeh 06568       |
| 1941 | Dusty Skies                           |            | OKeh 06598       |
| 1942 | If You're From Texas                  |            | OKeh 6722        |
| 1942 | Let's Ride With Bob                   |            | OKeh 6692        |
| 1943 | Home In San Antone                    |            | OKeh 6710        |
| 1944 | New San Antonio Rose                  | 3          | OKeh 5694        |
| 1944 | We Might As Well Forget It            | 2          | OKeh 6722        |
| 1944 | You're From Texas                     | 2          | OKeh 6722        |
| 1945 | Smoke On The Water                    | 1          | OKeh 6736        |
| 1945 | Hang Your Head In Shame               | 3          | OKeh 6736        |
| 1945 | Stars and Stripes on Iwo Jima         | 1          | OKeh 6742        |
| 1945 | You Don't Care What Happens To Me     | 5          | OKeh 6742        |
| 1945 | Texas Playboy Rag                     | 2          | Columbia 36841   |
| 1945 | Silver Dew on the Blue Grass Tonight  | 1          | Columbia 36841   |
| 1946 | White Cross on Okinawa                | 1          | Columbia 36881   |
| 1946 | New Spanish Two Step                  | 1          | Columbia 16966   |
| 1946 | Roly Poly                             | 3          | Columbia 16966   |
| 1946 | Stay a Little Longer                  | 2          | Columbia 37097   |
| 1946 | I Can't Go On This Way                | 4          | Columbia 37097   |
| 1947 | I'm Gonna Be Boss From Now On         | 5          | Columbia 37205   |
| 1947 | Sugar Moon                            | 1          | Columbia 37313   |
| 1947 | Bob Wills Boogie                      | 4          | Columbia 37357   |
| 1948 | Bubbles in My Beer                    | 4          | MGM 10116        |
| 1948 | Keeper Of My Heart                    | 8          | MGM 10175        |
| 1948 | Texarkana Baby                        | 15         | Columbia 38179   |
| 1948 | Thorn In My Heart                     | 10         | MGM 10236        |
| 1950 | Ida Red Likes The Boogie              | 10         | MGM K10570       |
| 1950 | Faded Love                            | 8          | MGM K10786       |
| 1950 | 'Tater Pie                            |            | MGM 10836        |
| 1960 | Heart To Heart Talk (w/ Tommy Duncan) | 5          | Liberty 55260    |
| 1961 | The Image Of Me (w/ Tommy Duncan)     | 26         | Liberty 55264    |
| 1976 | Ida Red (re-release)                  | 99         | Vocalion 05079   |